# Tremenico
Tremenico är en ort och frazione i kommunen Valvarrone i provinsen Lecco i regionen Lombardiet i Italien. 
Tremenico upphörde som kommun den 1 januari 2018 och bildade med de tidigare kommunerna Introzzo och Vestreno den nya kommunen Valvarrone. Den tidigare kommunen hade 146 invånare (2017).